# Две момчета и едно момиче
„Две момчета и едно момиче“ (на английски: Two Guys and a Girl) е американски сериал. В първия си сезон сериалът се казва „Две момчета, едно момиче и една пицария“ (на английски: Two Guys, a Girl and a Pizza Place). Премиерата му е на 10 март 1998 г., а последният епизод е излъчен на 16 май 2001 г.
 Внимание:  Текстът по-долу разкрива сюжета на произведението (или части от него)!
Историята се развива по улиците на Бостън, където приятелите от колежа Пийт Дънвил, Шарън Картър и Майкъл Бъргън (Бърг) съзряват и вече стават самостоятелни. Пийт и Бърг са съквартиранти, а в сграда живеят още Шарън, Джони Донали, Ашли и Айрийн. Докато живеят заедно Пийт и Бърг заработват допълнителни пари в пицарията на Бейкън стрийт. Техен шеф е Бил, а един от най-редовните клиенти и господин Бауър. Пийт и Бърг имат многобройни връзки, докато не намират своите половинки. Шарън се среща с Джони и след многобройни кавги те двамата все пак се женят.

## Персонажи

### Главни
- Пийт Дънвил (Ричърт Руколо) е верен приятел на Бърг. Двамата се запознават в колежа и след това живеят заедно. Пийт работи в местната пицария Бейкън стрийт. След това той решава да стане пожарникар и го постига въпреки че всички му се подиграват и не го признават за истински пожарникар. Също така той има афера с майката на Бърг и впоследствие двамата се скарват, но се сдобряват.
- Майкъл Бъргън – Бърг (Райън Рейнолдс) е приятелят и съквартирант на Пийт. Той също работи в пицарията на Бил, но след това решава да стане лекар. Бърг е известен със своята себелюбивост. След като родителите му се развеждат, майка му се мести при него за кратко. Той е отвратен от сексапила и прекратява приятелството си с Пийт, когато разбира, че той и майка му са се влюбили. Накрая му прощава.
- Шарън Картър Донали е приятелка на Пийт и Бърг още от колежа. Тя живее над техния апартамент. Тя работи в химически завод и често ѝ се налага да оправдава изливането на токсични отпадъци в околната среда. След това иска да стане адвокат, но единствената кантора, в която я приемат, е тази на измамник адвокат, затова тя напуска. След това става доброволец в болницата, но затова не взима никакви пари. През това време тя се запознава с Джони. Двамата много често се карат, но все пак се женят.
- Джони Донали е мъж на Шарън. Тяхната връзка не потръгва добре, но нещата се изглаждат. Той е техник и често му се налага да ремонтира апртаменти в сградата. Той купува голяма стара къща и иска да я реставрира. Къщата поглъща всичките им пари и в крайна сметка Пийт случайно я подпалва с противопожарната система, която е инсталирал. Това се оказва страхотно, защото къщата има пълна застраховка. Джони печели голяма сума на борсата.
- Ашли живее в същия блок с главните герои. Тя работи в болницата в която работи Бърг и там се запознават. Тя доста често постъпва в любовния живот и на Пийт и на Бърг. Известна е със своя сарказъм. Ашли също изучава Психология.
- Айрийн е съседката на Пийт и Бърг. Тя е стопанка на доста котки и няколко пъти е постъпвала лудница и затова повечето хора странят от нея. В един епизод за Хелоуин се оказва, че тя е продала душата си на дявола (но това са специални сезони за Хелоуин, които не са свързани със сериала). Айрийн е влюбена в Пийт и постоянно го следи, докато накрая не преспива с Бърг. Тя организира сватбата на Шарън и Джони.

### Второстепенни
- Шон е приятелка на Джони. Когато разбира, че Шон всъщност е момиче, тя полудява от ревност. Джони я убеждава, че нищо не е имало между тях. Шон присъства и в още един епизод, в който се връща бременна.
- Бил е собственикът на пицарията на Бейкън Стрийт. Той е доста циничен и саркастичен. Държи се много строго с Пийт и Бърг и никога не им дава почивка.
- Г-н Бауър е един от редовните клиенти на пицарията. Той често разказва „спомените си“, които всъщност са сцени от известни филми.
- Джърм е работник в болницата, в която работи Бърг. Той е доста противен и прякорът му е „червей“. Никога не успява да се издигне в професията си.
- Номар Гарсиапара е бившето гадже на Ашли. След като Пийт се пошегува с него, че Ашли и Бърг все още имат връзка той я зарязва и тръгва с приятелката на Пийт – Марти.
- Марти е пожарникарка в пожарната, в която работи Пийт. Двамата стават гаджета, въпреки че само се карат и обиждат. Тя го напуска заради Номар.
- Феликс Шоу е шефът на Пийт в пожарната.
- Сюзан Бъргън е майката на Бърг. След като се развежда с бащата на Бърг, тя решава да обърне нова страница от живота си и започва да излиза по клубове с Ашли. След това става гадже с Пийт, но не за дълго.
- Венита е испанска новинарка, в която Бърг се влюбва по телевизията. Той отива в най-голямата буря при нея и двамата наистина започват връзка, но след това Бърг избира Ашли.
- Чарли е дядото на Пийт.

## Награди и отличия
- През 1998 г. е номиниран от BMI TV Music Award в категория Mark Vogel и печели.
- През 1999 г. сериалът е номиниран от Teen Choice Award за TV – Choice Comedy, но не печели.
- През 2001 г. е номиниран от American Choreography Award за епизода си „Без монолог“ и отново печели.

## Списък с епизоди
- Списък с епизоди на Две момчета и едно момиче

## Специални епизоди
Две момчета и едно момиче издават специални епизоди на Хелуин. Те са доста по-различни от обичайните им епизоди и героите често умират в тях, но въпреки това има доста хумор. Също така издават и други специални епизоди като „Епизод без монолог“, който печели награда.

## „Две момчета и едно момиче“ в България
В България сериалът е излъчен по Fox Life. Дублажът е на студио Доли. Ролите се озвучават от артистите Ралица Ковачева-Бежан, Ирина Маринова, Веселин Ранков, Иван Танев и Георги Георгиев-Гого.